# Передняя продольная связка
Передняя продольная связка (лат. Ligamentum longitudinale anterius) — длинная связка позвоночного столба.
Проходит вдоль передней поверхности и отчасти вдоль боковых частей тел позвонков. Идёт на всём протяжении от зоны глоточного бугорка затылочной кости до крестца, где переходит в надкостницу I и II крестцовых позвонков.
В кранио-сакральном направлении передняя связка позвоночника расширяется и становится намного крепче и шире по сравнению с шейным отделом. Передняя продольная связка прочно сращена с надкостницей позвонков, и свободно перекидывается через межпозвонковые диски .
Глубокие слои пучков этой связки короче поверхностных. Передняя продольная связка ограничивает разгибание позвоночного столба.